# Tony Jannus
Antony Habersack "Tony" Jannus, född 22 juli 1889 i Washington, D.C, död 12 oktober 1916 i Svarta Havet Ryssland i samband med ett flyghaveri, var en amerikansk flygpionjär.
Tony Jannus genomgick sin flygutbildning vid College Park Airport utanför Maryland 1910. Under sommaren 1911 tar han anställning som flyglärare vid Tom Benoist flygskola vid Kinloch
1 mars 1912 flög han med ett Benoit dubbeldäckat flygplan, med ombord var Albert Berry som lämnade flygplanet med hjälp av en fallskärm från 450 meters höjd ovanför St. Louis Missouri detta hopp räknas som det ett av de första lyckade fallskärmshoppet från ett flygplan. I december samma år tvingades Jannus att nödlanda på grund av svåra smärtor i magtrakten, ingen läkare fanns tillhands och för att dämpa smärtorna konsumerade han ett par öl innan han flög vidare, senare samma månad opererade han bort blindtarmen.
8 juli 1913 ställer han upp i en av USA första flygtävlingar för sjöflygplan. Great Lakes Reliability Cruise tävlingens uppgift var att flyga längs med kustlinjen mellan Chicago och Detroit via Mackinacsundet, tävlingen lockade många av dåtidens stora namn, John B.R. Verplanck och Beckwith Haven ställde upp i 90 hk stark Curtissflygbåt, medan Tom Benoist och Tony Jannus flög med 100 hk Benoistflygbåt. 12 oktober samma år genomför han en passagerarflygning med skådespelaren Julia Bruns man cirklade runt Staten Island på cirka 1 200 meter i 20 minuter med en Baldwin Red Devil. Dagen efter ställer han upp i Aeronautical Socieity of New Yorks flygtävling New York Times Derby med en 75 hk Benoist som han fraktat ner från St. Louis för tävlingen. Alla deltagare tvingades bära flytväst och flyga på en höjd av minst 2 000 fot för att kunna glidflyga till en alternativ landningsplats om det uppstod motorproblem. Tävlingsbanan sträckte sig från Oakwood Heights runt Manhattan och åter till Staten Island.
På 1910-talet tog en båtresa mellan St. Petersburg och Tampa cirka två timmar. Aaffärsmanen Percival Fansler övertalade Tom Benoist att tillsammans med honom starta ett bolag för reguljära flygningar mellan de två städerna. Jannus genomförde med en Benoist XIV premiärflygningen nyårdsagen 1914 med borgmästaren Abram C. Pheil som passagerare. Flygtiden mellan de två städerna var 23 minuter.
Efter tre månader tvingades man lägga ner flyglinjen på grund av bristande lönsamhet, samtidigt kom det en brytning mellan Jannus och Benoist, och Jannus startade tillsammans med sin bror Roger företaget Jannus Brothers Aviation. Verksamheten bestod av piloter som utförde flyguppdrag, konstruktion av flygplan med inriktning på flygbåtar. Som en PR-idé satte Jannus under julen 1914 på sig en tomtedräkt, fyllde flygplanet med små paket med godis och små leksaker som han släppte ut med fallskärm över staden.
Jannus vänskap med Glenn Curtiss ledde till att han ombads åka till Ryssland för att instruera de ryska piloterna i handhavandet av Curtissflygbåtar och medverka vid de modifieringar som krävdes för att flygplanen fungerade ihop med de ryska vapnen. 12 oktober 1916 startade Jannus med två ryska passagerare ombord med en Curtiss H-7, under flygningen drabbades man av motorproblem över Svarta Havet, alla tre ombord omkom. Efter eftersökningar återfanns de båda passagerarnas kroppar men man fann inga spår av Jannus
Tony Jannus räknas som en banbrytare inom flyget, hans var tidigt inne på försök att utrusta flygplan med kulsprutor, han utförde ett stort antal pionjärflygningar och slog flera flygrekord.